# Cantone di Morne-à-l'Eau
Il cantone di Morne-à-l'Eau è una divisione amministrativa dell'arrondissement di Pointe-à-Pitre nel dipartimento d'oltremare francese di Guadalupa (che comprende alcune isole dell'arcipelago caraibico omonimo facente parte delle Piccole Antille).
È stato costituito a seguito della riforma approvata con decreto del 24 febbraio 2014, che ha avuto attuazione dopo le elezioni dipartimentali del 2015.

## Composizione
Situato nella parte occidentale dell'isola di Grande-Terre, comprende il solo comune di Morne-à-l'Eau.